# Musikjahr 1754
Liste der Musikjahre

◄◄ | ◄ | 1750 | 1751 | 1752 | 1753 | Musikjahr 1754 | 1755 | 1756 | 1757 | 1758 | ► | ►►

Weitere Ereignisse
Dieser Artikel behandelt das Musikjahr 1754.

## Ereignisse

### Oper

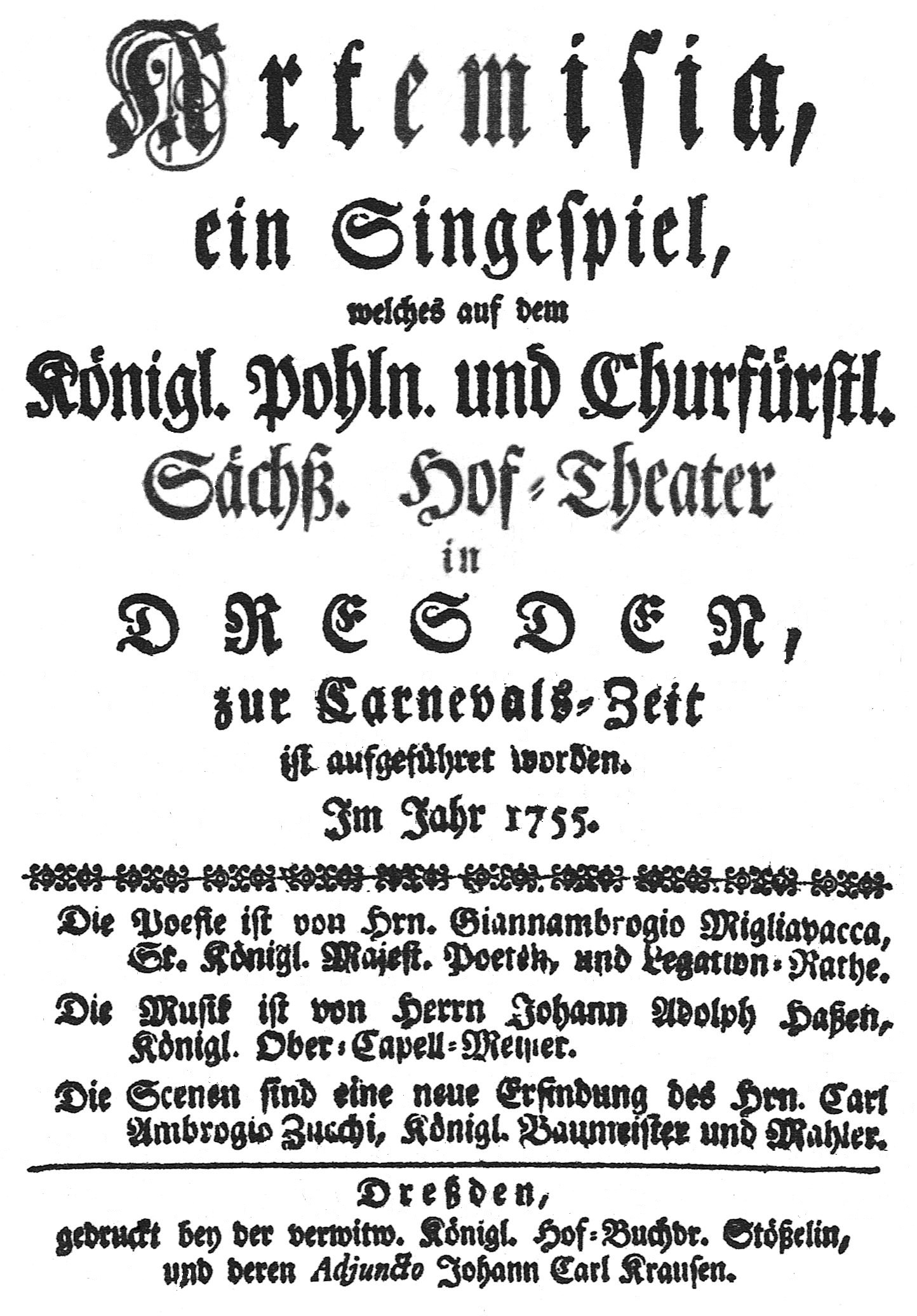
Erstausgabe des Librettos zu Hasses Artemisia aus dem Jahr 1755

- 05. Februar: Die Opera seria Artemisia von Johann Adolph Hasse nach einem Libretto von Giovanni Ambrogio Migliavacca wird im Opernhaus am Zwinger in Dresden uraufgeführt.
- 19. Juni: Wilhelmine von Bayreuth lässt ihrem Bruder Friedrich dem Großen anlässlich seines Besuchs in Bayreuth die Oper L’Huomo im Markgräflichen Opernhaus uraufführen. Komponist der italienisch gesungenen Festa Teatrale war Andrea Bernasconi, das Libretto verfasste die Markgräfin in französischer Sprache (L'homme), es wurde vom Hofdichter Luigi Stampiglia ins Italienische übersetzt. Wilhelmine ließ sich zu der allegorisch-philosophischen Handlung vom System Zarathustras anregen.
- Sommer: Die Oper Il trionfo della fedeltá von Maria Antonia von Bayern wird in Dresden uraufgeführt.
- 24. September: Le cinesi, eine Opera buffa in einem Akt von Christoph Willibald Gluck auf das Libretto von Pietro Metastasio wird im Rahmen eines von Joseph Friedrich von Sachsen-Hildburghausen zu Ehren der Kaiserin Maria Theresia gegebenen mehrtägigen Festes auf seinem Landgut Schloss Hof uraufgeführt.
- 12. Oktober: Zur Feier der Geburt des Dauphin, des späteren Ludwig XVI., wird in Fontainebleau Jean-Philippe Rameaus Einakter („acte de ballet“) La Naissance d'Osiris uraufgeführt; das Libretto stammte von Louis de Cahusac. Es folgt am 23. Oktober ebenfalls in Fontainebleau die Premiere von Rameaus und Cahusacs Einakter Anacréon.
- 26. Oktober: Baldassare Galuppis Oper Il filosofo di campagna wird in Venedig uraufgeführt.
- 10. November: Die Uraufführung des musikalischen Dramas L’Issipile von Ignaz Holzbauer erfolgt in Mannheim.
- Herbst: Die Wanderoper Girolamo Bon gastiert bis 1755 in Frankfurt am Main.
- Vincenzo Legrenzio Ciampis Oper Didone abbandonata auf das Libretto von Pietro Metastasio hat ihre Uraufführung in London.
- Der Komponist Niccolò Piccinni debütiert am Teatro dei Fiorentini in Neapel mit seiner ersten Opera buffa Le donne dispettose.

### Instrumentalmusik
- Michael Christian Festing – Violinensonaten (posthum publiziert)
- François-Joseph Gossec – Sinfonie Nr. 1
- Pietro Locatelli – La foresta incantata (Ballett)
- Pietro Domenico Paradisi – 12 sonate di gravicembalo

### Veröffentlichungen
- Friedrich Wilhelm Marpurg veröffentlicht den zweiten Teil seines musiktheoretischen Lehrbuchs Abhandlung von der Fuge.
- Veröffentlichung von Giuseppe Tartini’s Abhandlung Trattato di musica secondo la vera scienza dell’armonia.
- Veröffentlichung von Bachs Nekrolog in Lorenz Christoph Mizlers Musikalischer Bibliothek.

### Sonstiges
- Der Komponist Christoph Graupner verliert sein Augenlicht.
- Giovanni Paisiello geht an das Conservatorio di S. Onofrio in Neapel, wo er unter Francesco Durante studiert.
- Moses Mendelsohn trifft erstmals Gotthold Ephraim Lessing.

## Geboren

### Geburtsdatum gesichert
- 04. Februar: Anton Overmann I., deutscher Orgelbauer († 1819)
- 15. März: Silvestro Palma, italienischer Komponist († 1834)
- 05. April: Marian Stecher, Tiroler Musiker, Komponist, Chorregent und Musikpädagoge († 1832)
- 09. April: Antonín František Bečvařovský, tschechischer Organist, Pianist und Komponist († 1823)
- 02. Mai: Vicente Martín y Soler, spanischer Komponist († 1806)
- 12. Mai: Franz Anton Hoffmeister, deutscher Komponist und Musikverleger († 1812)
- 31. Juli: Karl Friedrich Wilhelm Herrosee, deutscher Kirchenlieddichter († 1821)
- 28. August (getauft): Peter von Winter, deutscher Komponist, Gesangslehrer und Kapellmeister († 1825)
- 25. September: Luigi Caruso, italienischer klassischer Komponist und Kapellmeister († 1823)
- 07. Oktober: Maurus Feyerabend, deutscher Benediktiner, katholischer Geistlicher, Kirchenrechtler, Kirchenlieddichter und Historiker († 1818)
- 09. Dezember: Étienne Ozi, französischer Fagottist und Komponist († 1813)
- 14. Dezember: Joseph Bergöntzle, Elsässer Kunstschreiner und Orgelbauer († 1819)
- 20. Dezember: Joseph Schubert, deutscher Violinist, Bratschist und Komponist († 1837)

### Genaues Geburtsdatum unbekannt
- Johann Christoph Kaffka, deutscher Komponist, Geiger und Opernsänger († 1815)
- Johann Gottlieb Näser, deutscher Orgelbauer († 1816)

## Gestorben

### Todesdatum gesichert

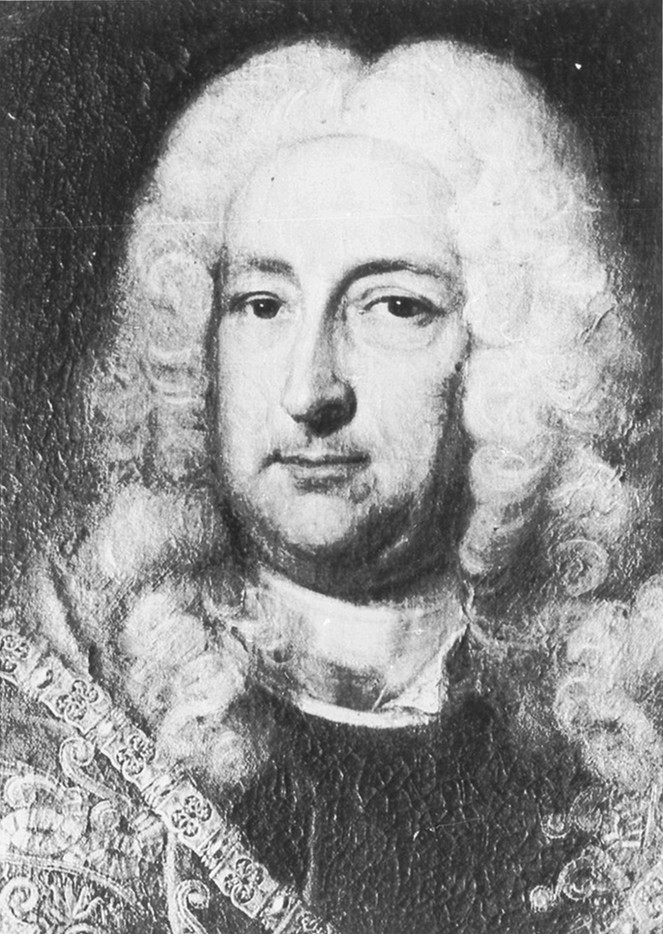
Rudolf Franz Erwein von Schönborn; † 22. September

- 21. Februar: Johann Jakob Schnell, deutscher Komponist (* 1687)
- 26. März: Wolff Jakob Lauffensteiner, österreichischer Musiker und Komponist (* 1676)
- 05. April: Diamante Maria Scarabelli, italienische Opernsängerin (* 1675)
- 19. April: Ferdinando Antonio Lazzari, italienischer Organist und Komponist (* 1678)
- 30. April: Bernat Tria, katalanischer Priester, Kapellmeister und Komponist (* Ende 17. Jahrhundert)
- 16. Mai: Giovanni Carlo Maria Clari, italienischer Komponist und Kapellmeister (* 1677)
- 22. Juni: Nicolas Siret, französischer Organist, Cembalist und Komponist (* 1663)
- 22. September: Rudolf Franz Erwein von Schönborn, deutscher Politiker, Diplomat und Komponist (* 1677)

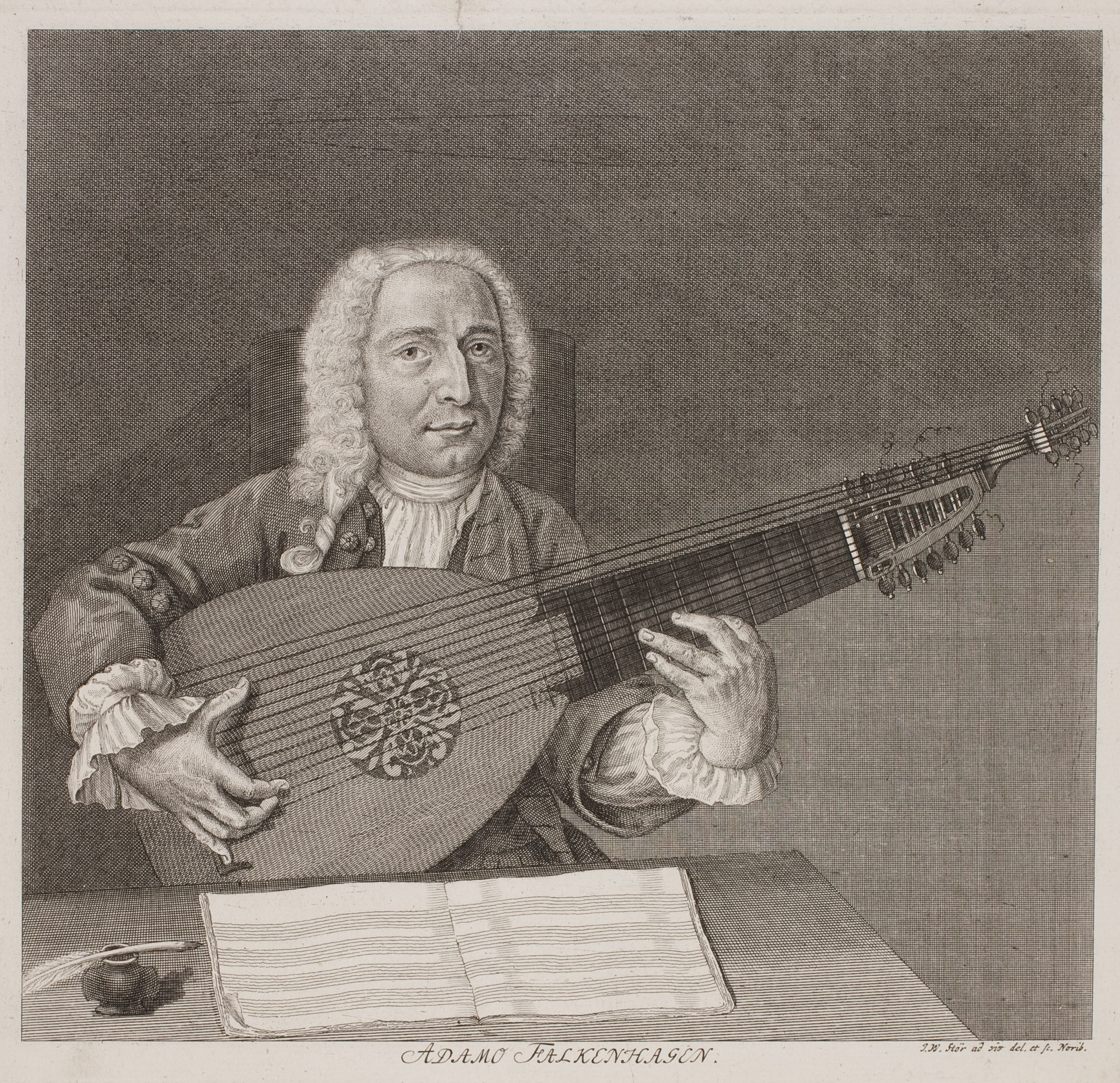
Adam Falckenhagen; † 6. Oktober

- 06. Oktober: Adam Falckenhagen, deutscher Lautenist und Komponist (* 1697)
- 15. Oktober: Christian Ludwig von Löwenstern, deutscher Maler, Dichter und Komponist (* 1701)
- 00. Oktober: Johann Christian Hertel, deutscher Gambist und Komponist (* 1697 oder 1699)
- 09. November: Johann Christoph Frauenholtz, deutscher Komponist, Musiker und Dichter (* 1684)

### Genaues Todesdatum unbekannt
- Camillo Camilli, italienischer Geigenbauer (* 1703)
- Nicola Conti, italienischer Komponist (* um 1710)
- Gaetano Maria Schiassi, italienischer Komponist und Violinist (* 1698)
- Václav Spourný, tschechischer Komponist (* um 1700)